# شکار پر

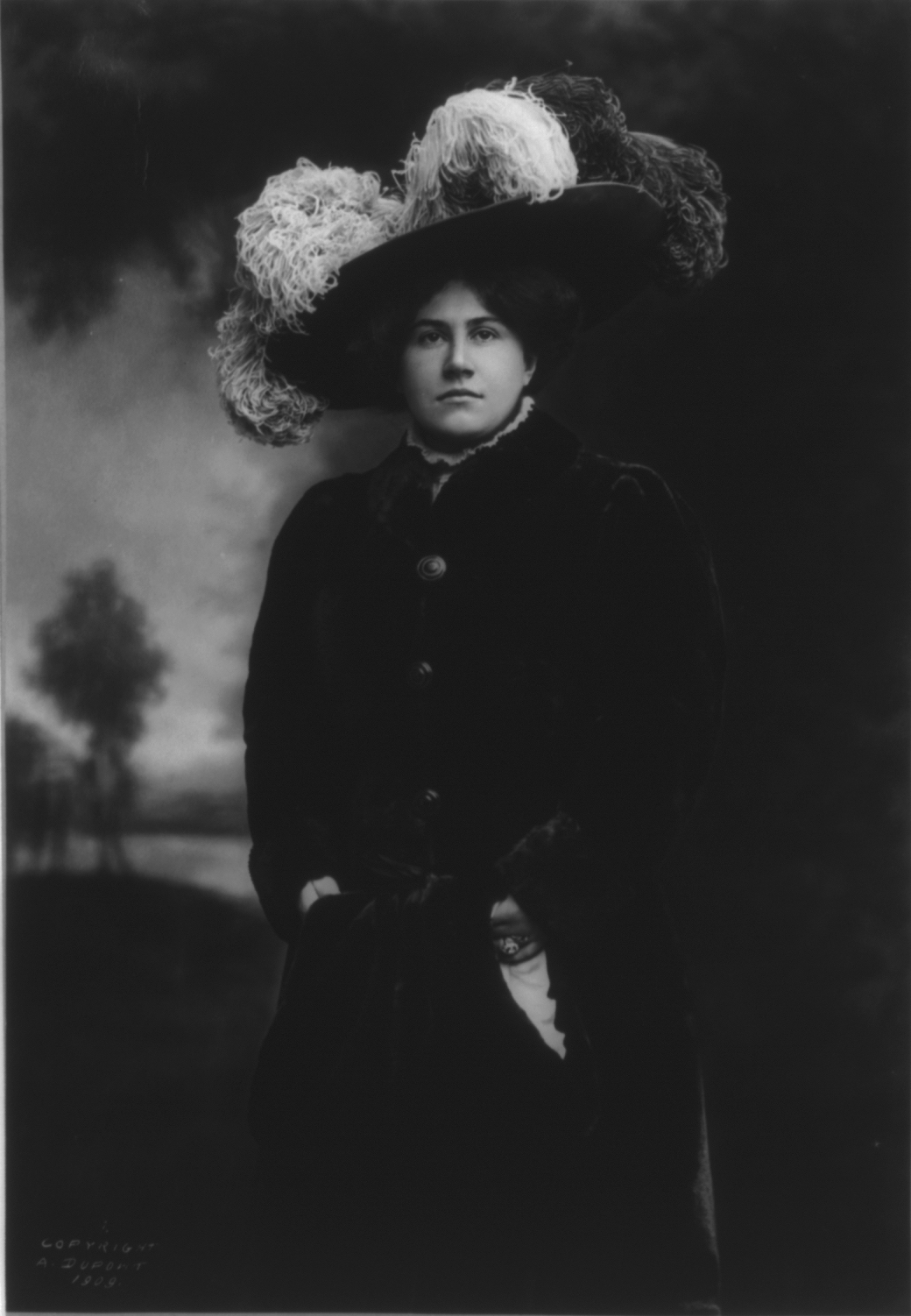
اما دستینووا خواننده اپرا با کلاه پوشیده شده از پر در حدود سال ۱۹۰۹.

شکار پر (Plume hunting)، به شکار پرندگان وحشی برای برداشت پر آن‌ها گفته می‌شود، به ویژه پرهای زینتی‌تر که برای استفاده به عنوان زیورآلات فروخته می‌شدند، مانند حواصیل‌ها در کلاه‌سازی. جنبش علیه «تجارت پر» در بریتانیا توسط اتا لمون و زنان دیگر رهبری شد و منجر به بنیان‌گذاری «انجمن سلطنتی برای حمایت پرندگان» شد. تجارت پر در پایان نوزدهم به اوج خود رسید و در آغاز قرن بیستم به پایان رسید.

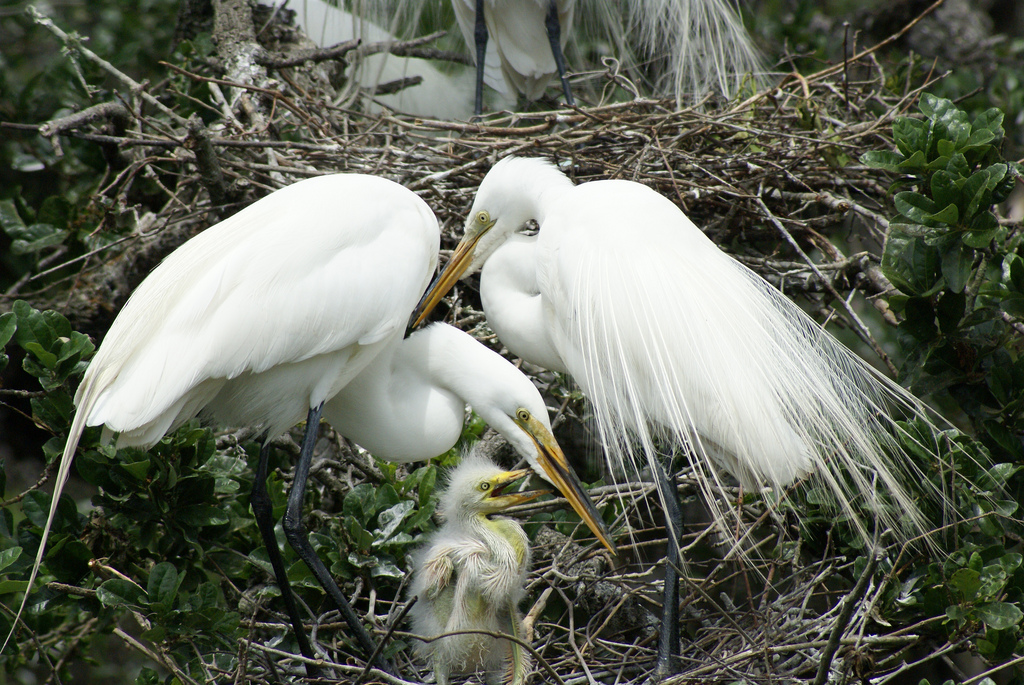
یک خانواده حواصیل سفید بزرگ؛ پرنده‌ای که اغلب در حالی که روی آشیانه خود نشسته بودند، مورد شلیک گلوله قرار می‌گرفتند.